# سي مي وي 5
سي مي وي 5 (بالإنجليزية: SEA-ME-WE 5)‏ والذي يرمز إلى (جنوب شرق آسيا – الشرق الأوسط – أوروبا الغربية) هو نظام كابل اتصالات بحري من الألياف الضوئية ينقل الاتصالات بين سنغافورة وفرنسا. 
يبلغ طول الكابل نحو 20 ألف كيلومتر ويوفر اتصالات النطاق العريض بقدرة تصميمية تصل إلى 24 تيرابت/ثانية (أكثر من 3 أزواج من الألياف) بين جنوب شرق آسيا وشبه القارة الهندية والشرق الأوسط وأوروبا. 
تم إنشاء الجزء الواصل بين فرنسا وسريلانكا بواسطة شركة الكاتل لوسنت، والجزء الآخر الواصل بين سريلانكا وسنغافورة بواسطة شركة إن إي سي.  بدأ البناء في 6 يونيو 2014 واكتمل في ديسمبر 2016.    تم عقد حدث الإطلاق الرسمي في هونولولو، هاواي في 16 يناير 2017.
تمت ترقية قدرة الكابل من 24 تيرابت/ثانية إلى 36.6 تيرابت/ثانية في سبتمبر 2019 باستخدام تقنية جيوميش إكستريم 300 جي (بالإنجليزية: GeoMesh Extreme 300G)‏ من سيينا . 